# Ben Gardane (delegació)
La delegació o mutamadiyya de Ben Gardane o de Ben Guerdane (àrab: معتمدية بنقردان, muʿtamadiyya Binqardān o معتمدية بن ڤردان, muʿtamadiyya Ibn Qardān, pronunciat localment Ben-Gardān), és una mutamadiyya o delegació de la governació de Médenine, al sud de Tunísia amb capital a la ciutat de Ben Gardane. La seva població era de 79.912 habitants el 2014.
Destaca el seu mercat de productes vinguts de Líbia, essent el més popular la gasolina que el govern tunisià tolera que es vengui, ja que és de bona qualitat i baix preu. Ben Gardane és la darrera gran ciutat abans de la frontera. Té molt proper el port d'El Morchidia i el lloc arqueologic d'Henchir Mastoura. A la delegació hi viuen més de 15.000 dromedaris.

## Divisions administratives
La mutamadiyya està dividida en dotze imades (amb la seva extensió i la seva població segons el cens de 2014):
| Imada            | Població (2014) | àrea       |
| ---------------- | --------------- | ---------- |
| Ben Gardane Nord | 6.708           | 8 km²      |
| Ben Gardane Sud  | 7.160           | 7 km²      |
| Essayah          | 8.312           | 170 km²    |
| Jamila           | 6.173           | 155 km²    |
| El Moamarat      | 7.038           | 482 km²    |
| El Amria         | 9.970           | 1600 km²   |
| Ettabaï          | 6.886           | 1078 km²   |
| Jallel           | 11.739          | 98 km²     |
| Ourasnia         | 8.421           | 137 km²    |
| Chareb Errajel   | 4.108           | 135 km²    |
| Neffatia         | 996             | 375 km²    |
| Chahbania        | 2.401           | 487 km²    |
| Total            | 79.912          | 4732,0 km² |